# Коробівський заказник
Коро́бівський зака́зник — ботанічний заказник місцевого значення в Україні. Об'єкт розташований на території Золотоніського району Черкаської області, на південь від села Коробівка, в акваторії Кременчуцького водосховища. 
Площа — 10 га. Статус отриманий згідно з рішенням ОВК від 14.04.1983 року № 205, 
рішенням ОВК від 21.11.1984 року № 354. 
Створено з метою відтворення та відновлення природного комплексу, що забезпечує підтримання екологічного балансу в регіоні та збереження рідкісної Червонокнижної рослини — водяного горіха.

## Галерея

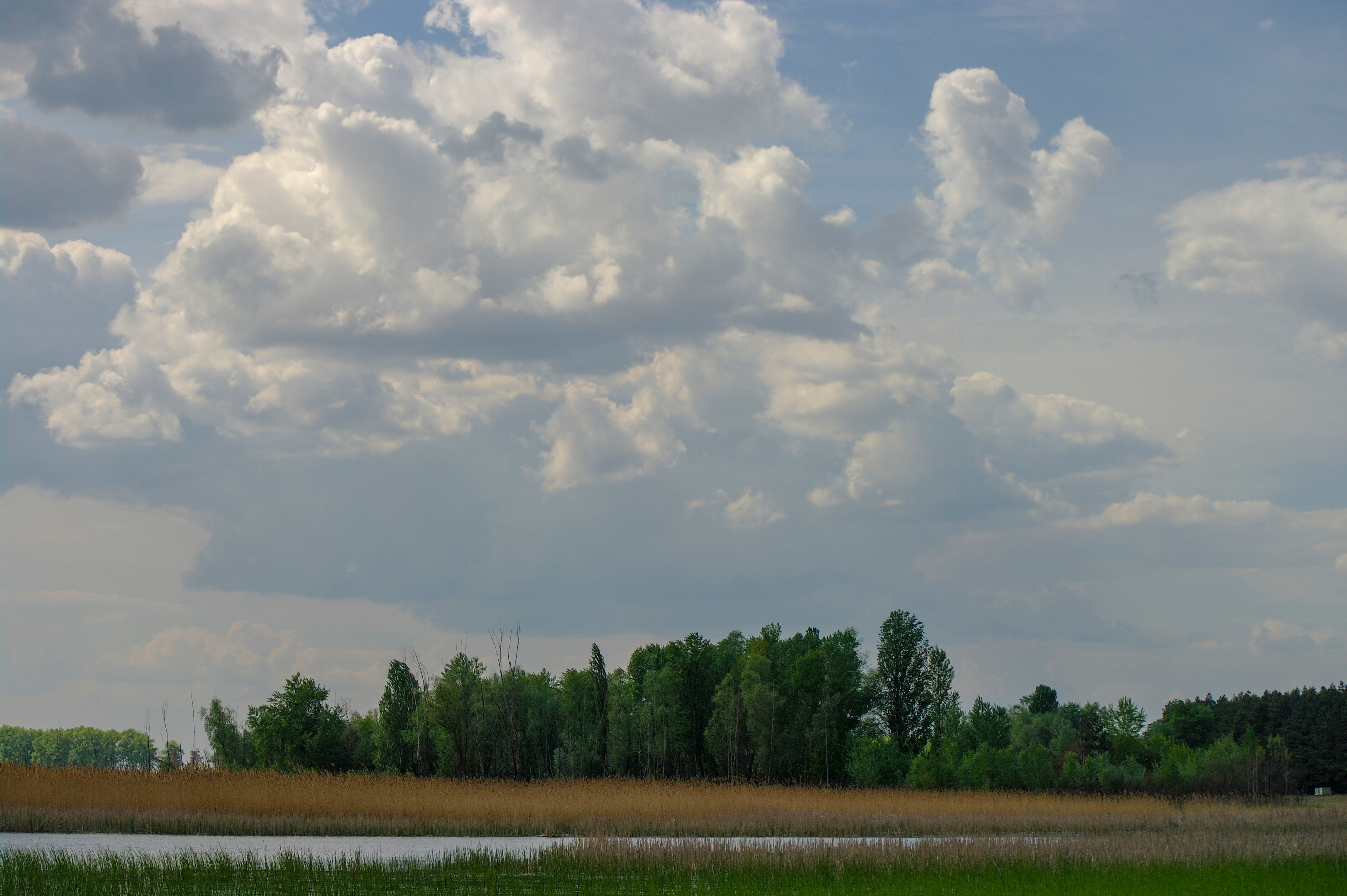
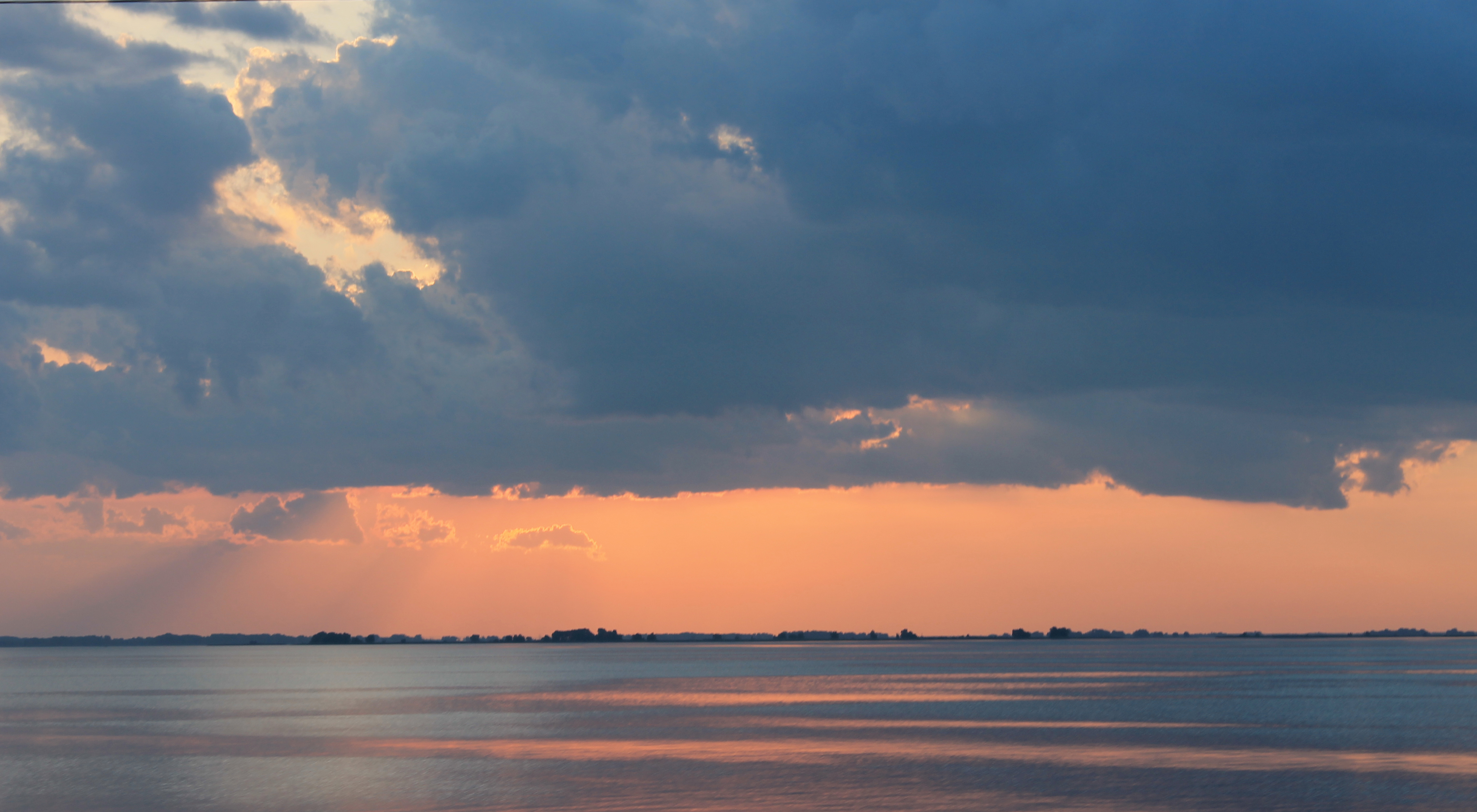
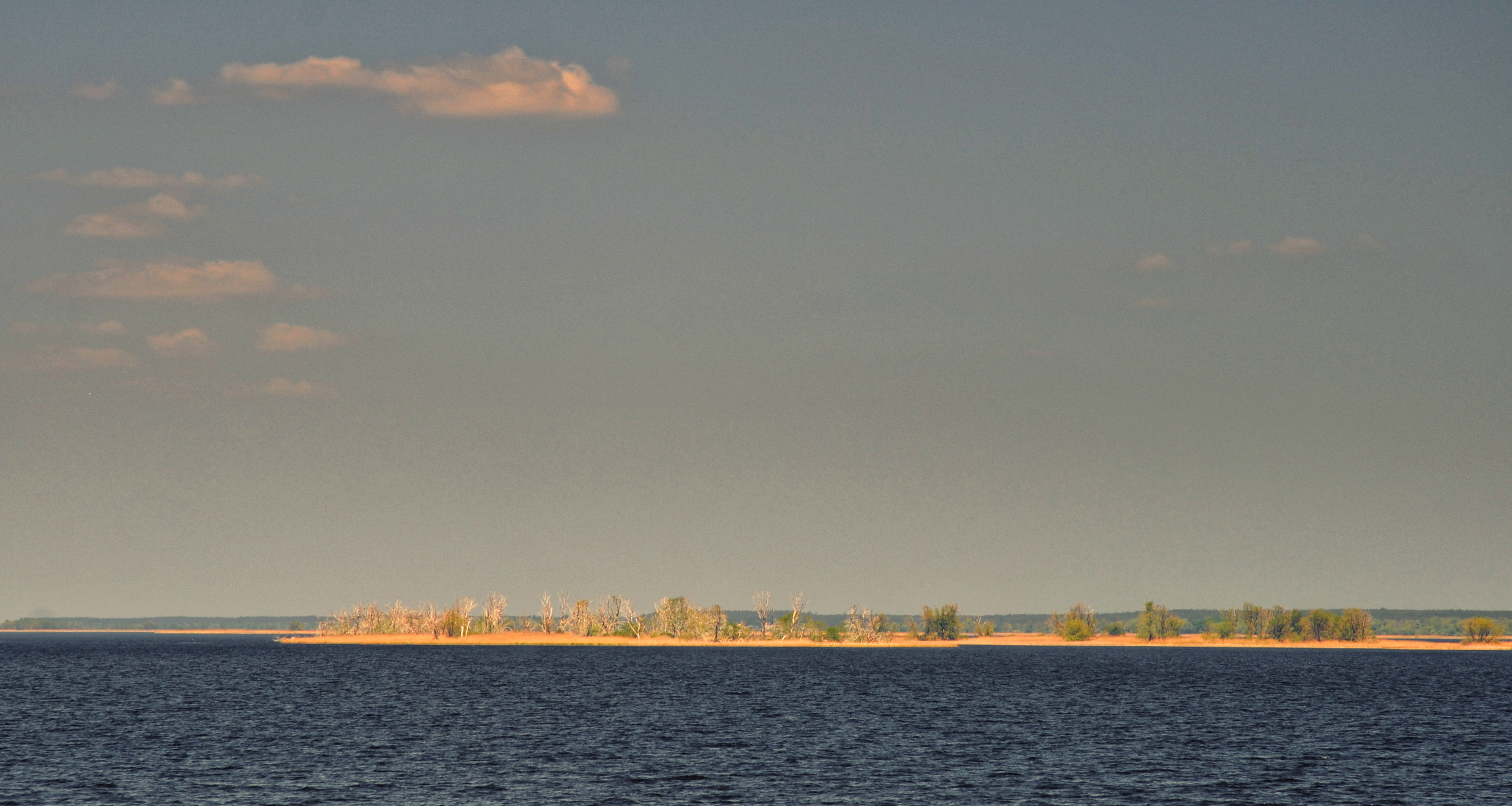